# 95
Glej tudi: število 95
95 (XCV) je bilo navadno leto, ki se je po julijanskem koledarju začelo na četrtek.

## Dogodki
- 1. januar